# Ouverture Agincourt
Ouverture Agincourt is een compositie van de Britse componist Walter Leigh. Het is een van zijn bekendste werken.
Ouverture Agincourt is geschreven in opdracht van de British Broadcasting Corporation voor de kroning van koning George VI van het Verenigd Koninkrijk op 12 mei 1937. Leigh componeerde vaker muziek speciaal voor een gelegenheid en zo dus ook hier. De muziek doet sterk aan die van Edward Elgar denken, met name in de zeer statige gedeelten, waarbij je de koning (figuurlijk) ziet voortschrijden.
De muziek verschilt hemelsbreed met de andere bekende compositie van hem: het Klavecimbelconcert.

## Bron en discografie
- Uitgave Lyrita; New Philharmonia Orchestra o.l.v. Nicolas Braithwaite